# Tomasz Jan Ror
Tomasz Jan Ror (Rohr) herbu herbu własnego (zm. 2 lipca 1698) – stolnik trocki w latach 1696–1698, sędzia grodzki trocki w latach 1690–1698.
W 1697 roku był elektorem Augusta II Mocnego z województwa trockiego.